# Nathacha Appanah

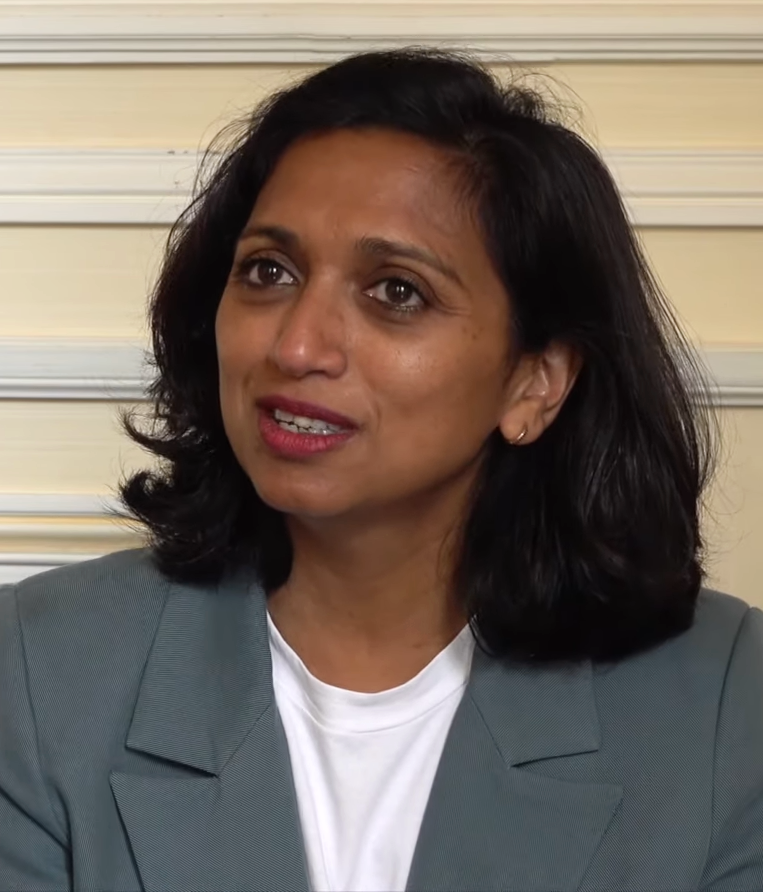
Nathacha Appanah (2021)

Nathacha Devi Pathareddy Appanah (* 24. Mai 1973 in Mahébourg, Mauritius) ist eine frankophone, mauritische Schriftstellerin und Journalistin, die seit 1998 in Frankreich lebt.

## Biografie
Nathacha Appanah stammt von der indischen Familie Pathareddy-Appanah ab, deren Mitglieder Ende des 19. Jahrhunderts als Vertragsarbeiter nach Mauritius kamen.  Sie ist auf der Insel geboren und dort sowie auf Mayotte aufgewachsen. Bereits im Alter von 17 Jahren gewann sie den ersten Preis des Literaturwettbewerbs einer lokalen Zeitung. Nach ihrem Literaturstudium arbeitete sie zunächst in der Redaktion und als Journalistin sowie Chronistin einer Wochenzeitung in ihrer Heimat. Zeitgleich studierte sie Journalismus und ging schließlich 1998 dank eines Stipendiums nach Grenoble, Frankreich, wo sie ein Jahr blieb.
Nathacha Appanah zog 1999 nach Lyon und begann als freie Journalistin zu arbeiten für französische Zeitschriften und Magazine wie VivaMagazine, Radio Suisse Romande, Geo Magazine, Air France Magazine.
Ihr erster Roman, Les Rochers de Poudre d’Or, der 2003 im Verlag Gallimard erschien und bisher nicht ins Deutsche übersetzt wurde, erzählt die Geschichte der indischen Vertragsarbeiter, die nach den Sklaven nach Mauritius kamen, um auf den Zuckerrohrfeldern zu arbeiten. Ihr zweiter Roman, Blue Bay Palace (2004 bei Gallimard, in Deutsch 2006 unter dem gleichen Titel im Lenos Verlag erschienen), enthüllt die Ambiguität der Insel Mauritius als eine Art Postkartenmotiv auf der einen Seite und auf der anderen als Lebensort einer Gesellschaft verschiedener Klassen, Kasten und Vorurteile.  Die Handlung des in der heutigen Zeit spielenden Romans erzählt die tragische Liebesgeschichte zwischen einem jungen Mädchen und einem Mann, die aus verschiedenen Kasten stammen.  2004 zog Appanah nach Paris und veröffentlichte im darauffolgenden Jahr La noce d’Anna bei Gallimard. Die Hauptperson philosophiert hier über die intergenerationelle Weitergabe von Mutter zu Tochter, während sie den Tag der Hochzeit ihrer Tochter erlebt.
2006 beginnt Nathacha Appanah neben ihrer Tätigkeit als Schriftstellerin in Teilzeit als Redakteurin für die NGO „Europäische Organisation für seltene Krankheiten“ zu arbeiten. „Le dernier frère“ (éditions de l‘Olivier) erscheint 2007 (dt. „Der letzte Bruder“ Knaus Verlag, 2009) und die Autorin erhielt für ihn mehrere französische Literaturpreise, so den Prix Fnac 2007 und den Prix des lecteurs de L’Express 2008. Der Roman ist in 16 Sprachen übersetzt worden.
Nathacha Appanah geht 2018 nach Mayotte, um dort mit ihrer Familie zu leben und kehrt zwei Jahre später nach Paris zurück. Die Autorin ist auch Übersetzerin zweier Romane aus dem Englischen ins Französische: „Indigne“ von Alexander Maksiks und „Le voyage de Ruth“ von Donald McCaig. 2015 veröffentlicht sie „En attendant demain“ im Verlagshaus Gallimard. Im Jahr 2016 erscheint ihr Roman „Tropique de la violence“ (dt. „Das grüne Auge“ Lenos Verlag, 2021), der das Ergebnis der Erfahrungen während ihres Aufenthalts auf Mayotte ist, und die Lebensrealität einer abdriftenden Jugend darstellt. Der Roman erhält zahlreiche Preise: den Prix Femina des lycéens, den Prix Patrimoines 2016, den Prix France Télévisions 2017, den Prix du roman métis des lecteurs 2017 und den Prix du roman métis des lycéens 2017 und war 2019 für den renommierten französischen Literaturpreis Goncourt nominiert.  Nathacha Appanah erzählt in Das grüne Auge „mit poetischer Kraft von der brutalen Lebensrealität einer Jugend, die sich selbst überlassen ist. Sie rückt einen wenig beachteten Teil Frankreichs in den Fokus. Und nicht zuletzt ist ihr Roman auch eine Fabel über Abstammung und Identität.“
Der literarische Stil ihres Werkes ist ein besonderer. „Appanahs Stärke liegt in der Schlichtheit ihrer Sprache und dem Vermögen, kraftvolle Bilder heraufzubeschwören.“  Mehr über die Autorin, über ihre Einstellung zum Leben und zu großen Themen, die ihr am Herzen liegen, wie Humanität oder Feminismus, erfährt man in der Veröffentlichung „Une année lumière“. Hier zusammengeführt sind ihre wöchentlichen Chroniken des Jahres 2017, die in der Zeitung La Croix erschienen. Sie schreibt ebenso über ihre Kindheit auf Mayotte, das Leben auf Mauritius und die indische Sprache ihrer Eltern und Vorfahren, die sie mit ihrer Großmutter sprach, wie sie die Schäden der Globalisierung anprangert, das Schicksal von Migranten, die immer wiederholt gestellten Fragen zu ihrer Herkunft oder die Blicke auf ihre Hautfarbe. Auch sorgt sie sich um die Verschärfung von Extremen in der heutigen Zeit. Genauso schreibt sie jedoch über ihren Beruf als Schriftstellerin und Übersetzerin, über zu Unrecht unbeachtete Veröffentlichungen oder den Platz, den Bücher in ihrem Leben einnehmen. Bei jedem Thema, über das sie schreibt ist Nathacha Appanah direkt und sensibel, bleibt sie scharfsinnig und feinfühlig und dabei voller Mitgefühl. Als Humanistin und Feministin bemüht sie sich zu verstehen und nicht zu urteilen. Das Werk verschafft einen interessanten Einblick in die Persönlichkeit der Autorin und in die Quellen ihrer Inspiration.

## Werke
- 2003: Les Rochers de Poudre d'or
- 2004: Blue Bay Palace (dt. Blue Bay Palace) Lenos 2006
- 2005: La Noce d'Anna
- 2007: Le Dernier Frère (dt. Der letzte Bruder) Knaus 2009 und Unionsverlag 2012
- 2015: En attendant demain
- 2016: Tropique de la violence (dt. Das grüne Auge) Lenos 2021
- 2018: Une année lumière

## Auszeichnungen
Nathacha Appanahs literarisches Werk wurde mehrfach ausgezeichnet
- 2003 Prix du Livre RFO für Les rochers de Poudre d'Or
- 2004 Prix Littéraire Rosine Perrier für Les rochers de Poudre d'Or
- 2006 Prix des Lecteurs d'Herblay Preis der Jury für La noce d'Anna
- 2006 Prix Grand Public Salon du Livre für La noce d'Anna
- 2007 Prix du Roman FNAC für Le dernier frère
- 2008 Prix des Lecteurs de CritiquesLibres.com - Roman de la Francophonie für La noce d'Anna
- 2008 Prix Culture et Bibliothèques Pour Tous für Le dernier frère
- 2008 Prix des Lecteurs de L'Express für Le dernier frère
- 2016 Prix Femina des lycéens für Tropique de la violence
- 2016 Prix Patrimoines für Tropique de la violence
- 2017 Prix France Télévision für Tropique de la violence
- 2017 Prix du roman métis des lecteurs für Tropique de la violence
- 2017 Prix du roman métis des lycéens für Tropique de la violence